# Nottingham Forest Football Club
Il Nottingham Forest Football Club, noto semplicemente come Nottingham Forest, è un club calcistico inglese con sede nella città di Nottingham, militante dal 2022 in Premier League; disputa le proprie partite casalinghe presso il City Ground, stadio da circa trentamila posti a sedere.
Fondato nel 1865, il Nottingham Forest è il terzo club professionistico più antico del mondo dopo il Notts County e lo Stoke City; prende il nome dal Forest Recreation Ground, un campo a nord di Nottingham in cui giocò nei primi anni dalla sua fondazione.
Nel suo palmarès vanta la vittoria di un campionato di First Division (1977-1978), due FA Cup (1897-1898, 1958-1959), quattro League Cup (1977-1978, 1978-1979, 1988-1989, 1989-1990), un Charity Shield (1978), due Coppe dei Campioni/UEFA Champions League (1978-1979, 1979-1980) e una Supercoppa UEFA (1979); in seguito alla retrocessione in League One nel 2005, è diventato il primo club nella storia del calcio ad aver vinto la Champions League e ad essere poi sceso fino alla terza serie nazionale.

## Storia

### Primi anni (1865-1975)
Il Nottingham Forest Football Club venne fondato nel 1865 da un gruppo di giocatori di bandy e di shinty, con il nome di Nottingham Forest Football and Bandy Club, poco tempo dopo la fondazione del Notts County, società che si pensa sia la più antica squadra professionistica ancora in attività, la quale venne fondata nel 1862. La prima partita ufficiale del Nottingham Forest fu disputata proprio contro il Notts County il 22 marzo 1866. 
La squadra utilizzava una maglia di colore "rosso Garibaldi", colore espressamente scelto nella riunione di fondazione della società come omaggio a Giuseppe Garibaldi e ai suoi combattenti volontari in camicia rossa, all'epoca estremamente popolari nel Regno Unito. Il Nottingham Forest entrò a far parte della Football Alliance nel 1889 e riuscì a vincere la competizione nel 1892. Sono poi entrati a far parte della Football League. Nel 1890, il Nottingham Forest si spostò al Town Ground, giocando così la prima partita in cui vennero usate le reti di porta.

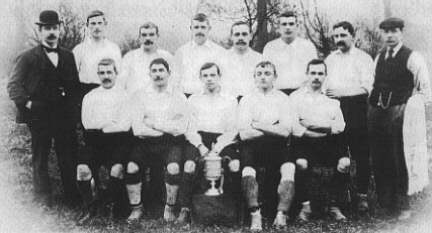
La squadra che vinse la FA Cup nel 1898

Il Forest vinse la sua prima competizione nel 1898, quando riuscì a battere il Derby County per 3-1 nella finale di FA Cup che si disputò a Crystal Palace. 
La squadra passò molti anni della prima metà del ventesimo secolo nella Second Division. Nel 1949 il Forest retrocesse nella Third Division ma riuscì a vincere il campionato due anni dopo, tornando così in Second Division.
Il Nottingham Forest riuscì a tornare in First Division nel 1957, vincendo anche due anni dopo la sua seconda FA Cup, battendo il Luton Town a Wembley.
Nonostante sia stato in corsa fino all'ultimo per la vittoria del campionato ed essere arrivati in semifinale di FA Cup nel 1967, il Forest retrocedette dalla First Division nel 1972, dopo ben 15 anni consecutivi nella massima serie inglese.

### Brian Clough (1975-1993)

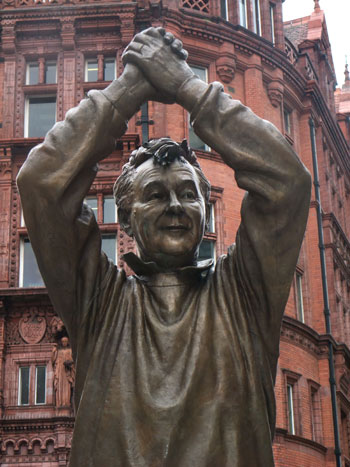
Brian Clough è stato il tecnico del Nottingham Forest per 18 anni, il periodo di maggiore successo della storia della società.

Nonostante avesse vinto due FA Cup e fosse arrivato a un passo dalla vittoria del campionato del 1967, il Nottingham Forest veniva generalmente considerato al di sotto dei livelli del campionato inglese fino alla metà degli anni settanta, quando Brian Clough e il suo assistente Peter Taylor presero la guida del club. Il 6 gennaio 1975, dopo la sconfitta casalinga per 0-2 contro i rivali del Notts County, Clough convinse la dirigenza del Forest ad assumerlo al posto del manager Allan Brown. Clough era stato esonerato pochi giorni prima dalla panchina del Leeds Utd, sulla quale era rimasto solo 44 giorni senza ottenere alcun successo. La prima partita per Clough fu il replay del terzo turno di FA Cup contro il Tottenham, partita che venne vinta per 1-0 grazie a un gol dell'attaccante scozzese Neil Martin.
Il Nottingham Forest si guadagnò la promozione in First Division, classificandosi terzo alla fine della stagione 1976-77 di Second Division, ma nessuno avrebbe potuto prevedere quanto successo la squadra di Clough avrebbe avuto nelle successive tre stagioni. Il Nottingham Forest divenne una delle poche squadre (e l'ultima a riuscirci) a vincere la First Division da neopromossa in tale categoria.
Monaco, Olympiastadion, 30 maggio 1979
 Nottingham Forest -  Malmö FF 1-0
Marcatori:  45' Francis
NOTTINGHAM FOREST: Shilton, Anderson, Clark, McGovern, Lloyd, Burns, Francis, Bowyer, Birtles, Woodcock, Robertson. Allenatore: Brian Clough
MALMÖ: Möller, R. Andersson, Erlandsson, Jönsson, M. Andersson, Staffan Tapper (Malmberg), Ljungberg, Prytz, Tommy Hansson (T. Andersson), Cervin, Kinnvall. Allenatore: Bob Houghton
Arbitro:  Linemayr.
Nella stagione 1978-79, il Forest riuscì a vincere la Coppa dei Campioni, battendo il Malmö FF per 1-0 nella finale giocata all'Olympiastadion di Monaco di Baviera. Bissò il successo nella stagione successiva, vincendo ancora una volta per 1-0 contro l'Amburgo nella finale giocata al Santiago Bernabéu, grazie a un'ottima prestazione del portiere inglese Peter Shilton, arrivato dallo Stoke City nella stagione 1977-78 e diventò l'unica squadra ad aver vinto più Coppe dei Campioni (due) che titoli nazionali, essendo quello del 1977-1978 l'unico titolo della storia del Nottingham Forrest, e dando la vittoria della Coppa dei Campioni il diritto a disputare quella successiva, anche se non si vince il campionato nazionale. Il Nottingham Forest vinse inoltre una Supercoppa Europea e due League Cup. Oltre a Shilton, i giocatori chiave della squadra di Clough erano il terzino destro Viv Anderson (il primo giocatore di colore a indossare la maglia della nazionale inglese), il centrocampista Martin O'Neill, l'attaccante Trevor Francis (il primo giocatore il cui cartellino fu comprato per un milione di sterline nel febbraio del 1979) e il trio scozzese composto dall'ala John Robertson, dal centrocampista Archie Gemmill e dal difensore Kenny Burns. L'avventura del Forest nella massima competizione europea finì nella stagione successiva, quando il club venne eliminato con identico risultato di 1-0 sia all'andata che al ritorno dai bulgari del CSKA Sofia. Il club riuscì ad arrivare fino alla semifinale di Coppa UEFA del 1983-84, dove venne però eliminato dall'Anderlecht in una partita di ritorno segnata da molteplici irregolarità. Dopo più di dieci anni, emerse che la regolarità della partita di ritorno fu falsata perché il club belga pagò 27.000 sterline all'arbitro, arbitro che non poté essere sentito come testimone perché morto anni prima in un incidente stradale.
Madrid, Stadio Santiago Bernabéu, 28 maggio 1980
 Nottingham Forest -  Amburgo 1-0
Marcatori:  21' Robertson
NOTTINGHAM FOREST: Shilton, Anderson, Gray (Gunn), Lloyd, Burns, O'Neill, McGovern, Bowyer, Mills (O'Hare), Robertson, Birtles. Allenatore: Brian Clough
AMBURGO: Kargus, Kaltz, Nogly, Buljan, Jakobs, Hieronymus (Hrubesch), Magath, Memering, Keegan, Reimann, Milewski. Allenatore: Branko Zebec
Arbitro:  Garrido da Silva.
Nel 1989 il Nottingham Forest tornò a vincere la Football League Cup e vinse inoltre la Full Members Cup sempre nella stessa stagione. Per gran parte della stagione, il Forest riuscì a restare in gara per la vittoria di tutte e tre le competizioni inglesi, puntando al treble, ma le speranze si spensero dopo la sconfitta con il Liverpool nel replay della semifinale della FA Cup, la quale si era tenuta originariamente all'Hillsborough Stadium, partita dove persero tragicamente la vita 96 tifosi del Liverpool a causa degli incidenti che scoppiarono dopo soli sei minuti di gioco. Nella stessa stagione il Forest finì terzo in campionato, stessa posizione che occupò la stagione successiva, non riuscendo mai a impensierire le prime due classificate. Alla fine degli anni ottanta, tutte le stelle della squadra erano ormai in declino, così come le nuove promesse quali il centrocampista Neil Webb (venduto al Manchester Utd per più di un milione del luglio del 1989), il terzino sinistro Stuart Pearce, il centrale Des Walker e l'attaccante Nigel Clough (figlio di Brian Clough).
Clough riuscì a vincere ancora la League Cup nel 1990, battendo l'Oldham Athletic per 1-0 grazie al gol partita di Nigel Jemson. Nella stagione successiva il Forest riuscì a raggiungere la finale di FA Cup, l'unica con Clough sulla panchina, ma nonostante il gol in apertura, la partita giocata a Wembley si concluse 2-1 per il Tottenham a causa di un autogol nei minuti di recupero di Des Walker. Nell'undici titolare di quel giorno era presente anche un giovane Roy Keane, il quale era arrivato a Nottingham l'estate precedente.
Nell'estate del 1991, l'allenatore Brian Clough poté beneficiare delle prestazioni sportive dell'attaccante Teddy Sheringham, miglior marcatore della stagione precedente con la maglia del Millwall, acquistato e pagato dalla società per 2,1 milioni di sterline, battendo così il record per l'acquisto più caro fatto finora dal Forest.
Nel 1992 il Forest vinse la sua seconda Full Members Cup, battendo in finale il Southampton per 3-2; nella stessa stagione il Forest giocò la finale di League Cup, ma venne sconfitta dal Manchester United. In entrambe le finali, il Nottingham Forest giocò con delle formazioni abbondantemente rimaneggiate a causa di infortuni. Con questa stagione, il Forest giocò la sua sesta finale di coppa in quattro stagioni, vincendone quattro. Nonostante l'ottavo nell'ultima stagione come First League, la prima stagione di FA Premier League del Forest non iniziò come previsto, anche a causa delle partenze di alcuni giocatori importanti già nel precampionato come Des Walker e Darren Wassall, cessioni a cui fece seguito quella di Teddy Sheringham dopo poche giornate dall'inizio del campionato.
I 18 anni di Brian Clough sulla panchina del Forest finirono nel maggio del 1993, quando il Nottingham Forest retrocedette dalla nuova Premier League, dopo ben 16 stagioni nella massima serie. La retrocessione portò anche alla vendita di Roy Keane al Manchester United per la cifra record di 3,75 milioni di sterline.

### Frank Clark (1993-1996)
Frank Clark, che è stato il terzino sinistro della vittoriosa finale di Coppa dei Campioni del 1979, ritornò al Forest nel maggio 1993 per succedere a Brian Clough. La sua carriera come allenatore aveva avuto il suo apice nel 1989, quando riuscì a far salire dalla Fourth Division il Leyton Orient. Grazie ad alcuni acquisti mirati, come quelli di Stan Collymore, Colin Cooper, Lars Bohinen e riuscendo a tenere Stuart Pearce a Nottingham, Clark riuscì a far tornare subito il Forest in Premier League grazie a un secondo posto in classifica. Nella stagione 1994-95 il Forest si qualificò per la Coppa UEFA grazie al terzo posto in campionato, tornando così nelle competizioni europee dopo la tragedia dell'Heysel. Nonostante il passaggio di Stan Collymore al Liverpool per la cifra record di 8,5 milioni di sterline, il Forest riuscì ad arrivare fino ai quarti di finale della coppa UEFA, diventando così la miglior squadra inglese in Europa, nonostante il nono posto in campionato. Nella stagione 1995-1996 venne ingaggiato per la prima volta nella storia della Premier League un giocatore italiano, Andrea Silenzi, proveniente dal Torino per 1,8 milioni di sterline. La stagione 1996-97 si dimostrò complicata fin dall'inizio per il Forest, il quale infatti entrò subito in lotta per non retrocedere, portando Clark ad abbandonare il club nel dicembre dello stesso anno.

### Stuart Pearce e Dave Bassett (1997-1999)
Dopo la partenza di Clark, il capitano Stuart Pearce venne scelto temporaneamente come allenatore-giocatore, ruolo in cui riuscì a ottenere buoni risultati per un breve periodo. Nel marzo 1997 venne rimpiazzato da Dave Bassett e a fine stagione Pearce lasciò il Forest dopo ben 12 anni. Il Nottingham Forest non riuscì però a evitare la retrocessione, finendo addirittura ultimo in quella stagione. Nella stagione successiva il Forest vinse il campionato e poté così tornare subito in Premier League. Bassett venne licenziato nel gennaio 1999, il suo posto venne preso da Ron Atkinson.

### 1999-2012
Ron Atkinson lasciò il suo incarico il 24 aprile 1999, quando ormai la retrocessione del Nottingham Forest era sicura, tre settimane prima della fine del campionato.
L'ex capitano della nazionale inglese David Platt fu il successore di Atkinson. Subito Platt investì nel mercato, spendendo 12 milioni di sterline in due stagioni, comprando diversi giocatori tra cui gli italiani Moreno Mannini, Salvatore Matrecano e Gianluca Petrachi. Nonostante la massiccia campagna acquisti, il Forest finì quattordicesimo nella prima stagione e decimo nella seconda stagione. Platt lasciò il suo incarico al Forest nel luglio 2001 per andare ad allenare la nazionale Under-21 inglese, il suo posto venne preso dall'allenatore delle giovanili Paul Hart.

Grafico annuale delle posizioni in campionato del Forest dal suo ingresso in Football League.

La difficile condizione economica del Forest, con la società gravata da molti debiti, diminuì sensibilmente la capacità di attrarre nuovi giocatori, portando i Reds al sedicesimo posto in stagione. Nel dicembre 2001, il Nottigham Forest ammise di perdere 105.000 sterline ogni settimana, situazione che peggiorò notevolmente con il collasso di ITV Digital, che lasciò il Forest e molti altri club di Football League in gravi difficoltà finanziarie. Nonostante i problemi fuori dal campo, il Forest riuscì a classificarsi al sesto posto nella stagione 2002-03, qualificandosi per i play-off, dove venne eliminato dallo Sheffield Utd in semifinale. La stagione successiva fu disastrosa, anche a causa della partenza di molti giocatori chiave, portando così la dirigenza a licenziare Hart nel febbraio 2004, quando la squadra era a rischio retrocessione. La decisione fu impopolare e i tifosi descrissero Hart come un capro espiatorio.
Joe Kinnear venne scelto come nuovo allenatore, riuscendo a portare il Forest a un sicuro quattordicesimo posto in stagione. La stagione 2004-05 vide il Forest avvicinarsi ancora una volta alla zona retrocessione, portando così alle dimissioni dello stesso Kinnear nel dicembre 2004. Mick Harford venne scelto come traghettatore per il periodo natalizio, passato il quale venne scelto Gary Megson come nuovo allenatore. Megson era reduce da due promozioni in Premier League con il West Bromwich, squadra che aveva allenato prima di approdare a Nottingham e che aveva preso in mano quando il club era a rischio retrocessione. L'impresa non riuscì e il Forest finì al ventitreesimo posto in stagione, diventando così il primo club vincitore della Coppa dei Campioni/Champions League a retrocedere nella terza divisione nazionale.
Nella prima stagione nella terza serie inglese dopo 54 anni, la sconfitta per 3-0 contro l'Oldham Athletic a febbraio 2006 portò alla rescissione contrattuale del contratto di Megson, lasciando il Forest a soli quattro punti sopra la zona retrocessione. Frank Barlow e Ian McParland presero temporaneamente la guida del club fino al termine della stagione, riuscendo a vincere sei gare di fila e rimanendo imbattuti per dieci partite, tra cui spicca la vittoria per 7-1 contro lo Swindon Town. Il Forest guadagnò 28 dei possibili 39 punti, finendo però il campionato al settimo posto, a soli due punti dalla zona play-off.

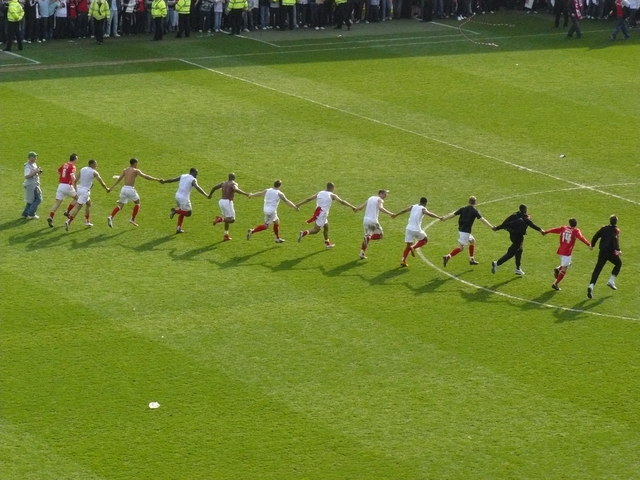
Il festeggiamento per la promozione in Championship dei giocatori del Forest

Colin Calderwood venne scelto come nuovo allenatore nel maggio 2006, dopo la sua precedente esperienza al Northampton Town. Calderwood fu il dodicesimo allenatore dalla partenza di Brian Clough 13 anni prima, diventando successivamente il più longevo sulla panchina del Forest dall'era di Frank Clark. L'era Calderwood segnò la fine della ricostruzione della squadra, riuscendo inoltre a far risalire il Forest in Championship e conquistando la prima promozione degli ultimi dieci anni. Nella sua prima stagione, Calderwood portò la squadra ai play-off, nonostante il primo posto in classifica e i 7 punti di vantaggio sulle inseguitrici che la squadra aveva guadagnato già nel novembre 2006. I play-off però non andarono per il meglio; la squadra vinse la partita di andata contro lo Yeovil Town per 0-2, partita giocata in trasferta al Huish Park, ma vennero sconfitti per 2-5 nella partita di ritorno giocata in casa, venendo così eliminati. Calderwood riuscì nella promozione del Forest la stagione successiva vincendo il campionato, grazie anche alle sei vittorie nelle ultime sette partite, culminate in una sofferta vittoria per 3-2 contro lo Yeovil, partita giocata al City Ground. Il Nottingham Forest riuscì a mantenere la propria porta inviolata in ben 24 partite su 46, dimostrando così di essersi meritata la promozione ed avvicinandosi al ritorno in Premier League.
Però la squadra di Calderwood fece fatica a riadattarsi alla Championship e la stagione sembrava destinata a un'altra retrocessione. Calderwood venne licenziato dopo la sconfitta per 4-2 contro il Doncaster, in quel momento fanalino di coda del campionato.
Il ruolo di allenatore venne temporaneamente affidato a John Pemberton, periodo in cui i Reds riuscirono a uscire dalla zona retrocessione. Billy Davies, il quale aveva portato i rivali del Derby County in Premier League due stagioni prima, venne scelto come nuovo allenatore il 1º gennaio 2009, riuscendo così a vedere la vittoria per 0-3 della squadra ancora allenata da Pemberton contro il Manchester City nella partita valida per il terzo turno di FA Cup. Sotto la guida di Davies, il Forest riuscì a restare imbattuto per sei partite, con cinque vittorie, riuscendo così a portare la squadra al diciannovesimo posto finale in campionato, salvandola da una retrocessione che sembrava certa solo qualche mese prima.
Nella stagione successiva il Nottingham Forest rimase per una buona parte del campionato nelle prime tre posizioni, riuscendo a rimanere imbattuto per venti partite, vincendo dodici partite consecutive giocate tra le mura amiche (fissando così un nuovo record), oltre a non aver perso alcuna partita in trasferta dall'inizio del campionato al 30 gennaio 2010 (tredici partite), impreziosendo il tutto grazie alle vittorie contro i rivali del Derby County e del Leicester City. A fine stagione il Forest non riuscì a conquistare la promozione diretta, finendo terzo dietro a Newcastle Utd e West Bromwich, dovendo così affrontare il Blackpool nei play-off. Il Forest venne però sconfitto in entrambe le gare, subendo così la prima sconfitta casalinga da settembre 2009.
Nella stagione 2010-11 il Forest finì al sesto posto in classifica con 75 punti, qualificandosi ai play-off per la quarta volta in otto stagioni. La promozione sfuggì ancora al Forest dopo che lo Swansea City, squadra che venne infine promossa in Premier League, riuscì a passare il turno. L'andata finì 0-0 al City Ground, ma la sconfitta per 3-1 nel match di ritorno condannò i Reds a un'altra stagione di Championship.
A giugno 2011 il contratto di Davies venne sciolto e il suo posto venne preso da Steve McClaren, il quale firmò un contratto triennale con il club.
L'inizio della stagione 2011-12 fu molto complicato, a causa di una pesante sconfitta per 5-1 contro il Burnley che indusse David Pleat e Bill Beswick a lasciare lo staff tecnico. Dopo meno di una settimana, McClaren lasciò il suo incarico dopo la sconfitta casalinga contro il Birmingham City e allo stesso tempo il proprietario Nigel Doughty annunciò la sua voglia di lasciare la sua posizione al termine della stagione. A ottobre 2011 vennero fatti notevoli cambiamenti nella struttura del club, che portarono alla scelta di Frank Clark come nuovo presidente e a Steve Cotterill come nuovo allenatore.

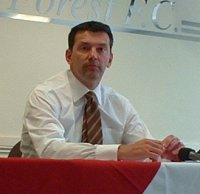
Nigel Doughty: proprietario del Nottingham Forest dal 1999 al 2012

Nigel Doughty, proprietario ed ex-presidente, morì il 4 febbraio 2012, dopo esser stato parte integrante del club fin dalla fine degli anni novanta ed aver investito una cifra che si aggira attorno ai 100 milioni di sterline.

### La famiglia Al-Hasawi (2012-2017)
La famiglia kuwaitiana degli Al-Hasawi acquistò il club l'11 luglio 2012 dagli eredi di Nigel Doughty.
I nuovi proprietari dichiararono subito alla stampa che avevano in mente un piano di 3-5 anni per riportare la squadra in alto. Dopo aver intervistato diversi allenatori, il 19 luglio 2012 la dirigenza scelse Sean O'Driscoll, ex-allenatore del Doncaster e del Crawley Town. O'Driscoll era famoso per la sua visione di gioco, fatta di una fitta serie di passaggi (strategia con cui riuscì a portare il Doncaster Rovers in seconda categoria, prima volta dagli anni cinquanta), ben vista dai tifosi del Forest che pensavano fosse fatta apposta per la loro squadra. Precedentemente O'Driscoll era già stato sulla panchina dei Reds per 5 mesi come assistente di Steve Cotterill nella stagione 2011-12, prima di accettare il ruolo di primo allenatore al Crawley.
Il 15 dicembre 2012, dopo un pareggio per 0-0 sul campo del Brighton, il Forest era nono in classifica con 33 punti, a soli 3 punti dalle posizioni valide per i play-off. Ma il piano pluriennale della famiglia Al-Hasawi cambiò subito, i nuovi proprietari volevano subito i play-off per la loro squadra. Nella stessa settimana il presidente Omar Al-Hasawi lasciò il suo ruolo a causa di problemi personali. Il suo ruolo venne preso dal cugino Fawaz Al-Hasawi.
Sean O'Driscoll venne licenziato nel Boxing Day del 2012, nonostante la vittoria per 4-2 contro il Leeds Utd. La dirigenza comunicò che il licenziamento di O'Driscoll era stato voluto per sostituirlo con un allenatore con esperienza in Premiership, anche in vista del mercato invernale di gennaio. Come sostituto di O'Driscoll venne scelto Alex McLeish. La scelta venne criticata da alcuni membri della tifoseria del Forest. L'amministratore delegato Mark Arthur, lo scout Keith Burt e l'ambasciatore del club Frank Clark vennero licenziati a gennaio 2013. Il 5 febbraio 2013 le strade del Nottingham Forest e di Alex McLeish si separarono di comune accordo, dopo soli 40 giorni Sia i sostenitori del Forest che gli esperti fecero presente la loro preoccupazione nei riguardi del club, tanto che il giornalista Pat Murphy descrisse la situazione come un 'caos'.
Due giorni dopo l'addio di McLeish, Billy Davies riprese il posto da allenatore lasciato venti mesi prima. Il primo match di Davies finì con un pareggio contro il Bolton, partita a cui seguì una striscia di 10 partite senza sconfitte. Il contratto di Davies finì ancora una volta prematuramente nel marzo 2014, a causa della pesante sconfitta per 5-0 contro i rivali del Derby County. Neil Warnock rifiutò il posto di allenatore, che gli era stato offerto il giorno dopo il licenziamento di Davies. Nonostante un primo rifiuto nel marzo 2014, Stuart Pearce venne scelto come nuovo allenatore, prendendo in consegna il club dal traghettatore Gary Brazil. Pearce firmò un contratto per due anni a partire dal 1º luglio 2014. La stagione di Pearce iniziò nel migliore dei modi, ma la squadra non riuscì a mantenere questo stato di forma. Pearce venne così nuovamente licenziato a febbraio 2015 e il suo posto venne dato a un altro ex giocatore del Forest, Dougie Freedman. La stagione finì con un misero quattordicesimo posto, che obbligò così il Forest al diciassettesimo anno consecutivo lontano dalla Premier League.
La stagione 2016-2017 ha inizio sotto il comando dell'allenatore francese Philippe Montanier, il quale viene esonerato il 14 gennaio in seguito a dei risultati deludenti e al di sotto delle aspettative della dirigenza Kuwaitiana. Al suo posto viene richiamato Gary Brazil, a sua volta esonerato esattamente due mesi dopo l'inizio della sua avventura a favore dell'ex allenatore dei Rangers Mark Warburton, in grado di salvare la squadra all'ultima giornata grazie alla vittoria casalinga per 3-0 sull'Ipswich Town.
Il 18 maggio il sito ufficiale della società rende noto che l'imprenditore greco Evangelos Marinakis (presidente dell'Olympiacos) ha acquistato il 100% delle quote, ponendo così fine alla disastrosa era Al-Hasawi.

### L'era Marinakis e il ritorno in Premier League (2017-)
L'inizio della stagione 2017-2018 è dei più promettenti, con la squadra sempre in zona play-off, ma, dopo alcune partite e un alternarsi di risultati, all'inizio del gennaio 2018 l'allenatore Mark Warburton viene esonerato e la squadra è affidata momentaneamente all'allenatore delle giovanili Gary Brazil. Egli guida i suoi nella sconfitta casalinga contro l'Aston Villa e nella prestigiosa vittoria per 4-2 sull'Arsenal in FA Cup, che sancisce l'eliminazione dei londinesi dalla competizione. La proprietà decide in seguito di affidarsi allo spagnolo Aitor Karanka.
L'11 gennaio 2019, l'allenatore spagnolo rassegna le proprie dimissioni, data la mancata continuità nei risultati. Dopo essere stato sostituito ad interim dal suo vice, l'inglese Simon Ireland, il 15 gennaio 2019 è rimpiazzato dal nordirlandese Martin O'Neill. Nel 2019-2020 arriva settima, a pari punti con lo Swansea ma non si qualifica ai play-off per la differenza reti minore. Nel 2020-2021 invece si classifica 17º, a nove punti dalla zona retrocessione.
Nella stagione 2021-2022 il Nottingham Forest chiude il campionato al quarto posto, qualificandosi ai play-off. Dopo un pessimo avvio, con una vittoria, un pari e 6 sconfitte in 8 giornate, l'arrivo dell'allenatore Steve Cooper, che raccoglie l'eredità di Chris Hughton, segna una svolta. Con un bilancio di 23 vittorie, 10 pareggi e 6 sconfitte in campionato, Cooper conduce la squadra dall'ultimo posto in classifica a giocarsi la promozione diretta contro il Bournemouth, perdendo però lo scontro diretto al Vitality Stadium per 1-0. Guadagnato l'accesso agli spareggi, il Forest batte lo Sheffield Utd in semifinale (serie decisa ai tiri di rigore) e l'Huddersfield Town in finale, ottenendo la promozione in Premier League, categoria in cui mancava dal 1998-1999.
La stagione 2022-2023, la prima in massima serie dopo ventitré anni, vede il Nottingham Forest chiudere al sedicesimo posto, con quattro punti di vantaggio sulla zona retrocessione. Nella stagione successiva, il copione si ripeté con un diciassettesimo posto a sei punti dalla zona retrocessione. Invece, nella Premier League 2024-2025, con l’avvento in panchina di Nuno Espirito Santo, il Nottingham Forest diventa la sorpresa principale del campionato, stazionando per un lungo periodo in zona Champions League sfiorando quindi il ritorno storico, ma un calo sul finale fanno terminare la squadra al settimo posto valevole la Conference League, che si tratta comunque del ritorno in Europa dopo trent’anni. L’11 luglio 2025, poi, la UEFA retrocede il Crystal Palace dall’Europa League alla Conference in virtù della multiproprietà con l’Olympique Lione, e il Nottingham viene promosso nella seconda competizione europea.

## Colori e simboli

### Colori

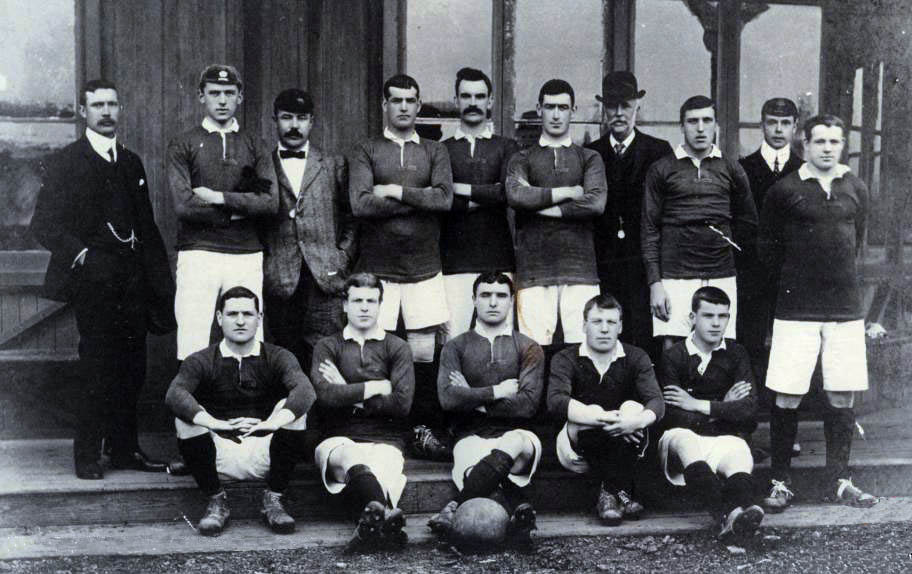
La squadra nel 1905, durante la tournée in Argentina e Uruguay.

Il Nottingham Forest ha sempre vestito di rosso, fin dalla sua fondazione nel 1865. Alla riunione svoltasi al Clinton Arms, dove venne fondato il Nottingham Forest come club calcistico, il comitato approvò una risoluzione dove veniva scelto il Garibaldi red come colore ufficiale del club, decisione presa per onorare Giuseppe Garibaldi, comandante delle camicie rosse. A quei tempo, le squadre venivano maggiormente identificate dal loro copricapo che dalle loro magliette, vennero quindi acquistati una dozzina di berretti rossi con nappe, facendo sì che il Forest divenne il primo club a vestire ufficialmente di rosso, colore che venne poi adottato da un numero significativo di altre squadre. Il Nottingham Forest è dietro la scelta del rosso da parte dell'Arsenal, infatti il Forest donò un intero set di divise rosse alla squadra londinese dopo la sua fondazione avvenuta nel 1886. Il tour del Forest in Sud America del 1905, ispirò l'Independiente ad adottare il rosso come colore del club, dopo che il presidente del club argentino Arístides Langone descrisse i turisti come Diabolos rojos ("diavoli rossi"), che sarebbe poi diventato il soprannome dell'Independiente.

### Simboli ufficiali

#### Stemma
Il primo stemma usato dal Nottingham Forest è stato lo stemma della città di Nottingham, che venne usato per la prima volta sulle maglie nel 1947. L'attuale stemma venne introdotto nel 1974. Si dice che il logo venne creato dal futuro allenatore Brian Clough, il quale arrivò sulla panchina del Forest solamente l'anno successivo. Nel logo ci sono anche due stelle, le quali commemorano le vittorie della Coppa dei Campioni del 1979 e 1980.

#### Mascotte
La prima mascotte del Nottingham Forest fu Nutty the Squirrel (Nutty lo scoiattolo), il quale indossava il classico cappello di Robin Hood., mascotte che poi venne rimpiazzata da Sherwood the Bear (Sherwood l'orso) fino a inizio della stagione 2007-08, quando venne mandato in pensione a favore di Robin Hood. Sherwood the Bear fece però il suo ritorno come mascotte ufficiale nella stagione 2015-16.

## Strutture

### Stadio

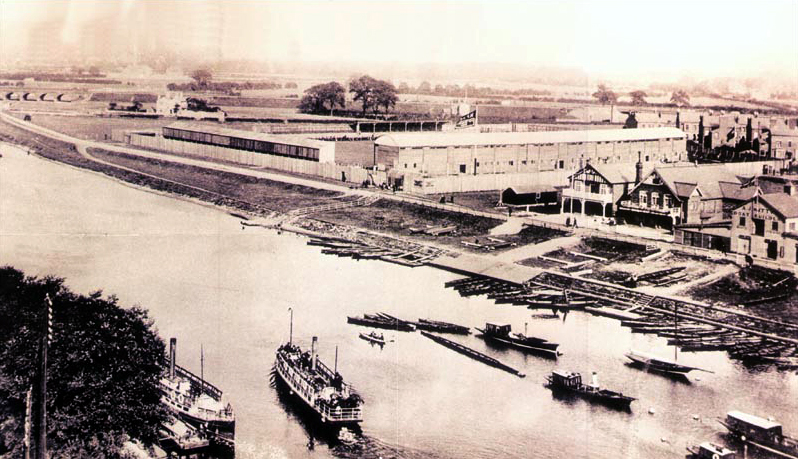
Vista del City Ground nel 1898.

Il City Ground è uno dei due stadi di calcio della città di Nottingham ed è situato sulle rive del fiume Trent, a soli 275 metri da Meadow Lane, lo stadio dei rivali del Notts County.
Il Nottingham Forest si trasferì sul suo nuovo campo il 3 settembre 1899. Per raccogliere le 3.000 sterline richieste per finanziare la costruzione del nuovo stadio, il club chiese ai giocatori, tifosi e agli industriali della zona di acquistare il "New Ground Scheme", dei titoli al portatore del valore di 5 sterline ognuno. In questo modo ben 2.000 sterline vennero raccolte.
Il 12 ottobre 1957 venne aperta la nuova parte Est dello stadio, con ben 2.500 posti a sedere ed una spesa complessiva di 40.000 sterline. La partita di inaugurazione venne giocata contro il Manchester Utd; la partita finì 2-1 per gli ospiti, ma il match è ricordato soprattutto per il record di presenze allo stadio, ben 47.804 tifosi presenti. La palla della partita, autografata dai giocatori di entrambe le squadre, è ancora oggi nella Trophy Room del Forest.

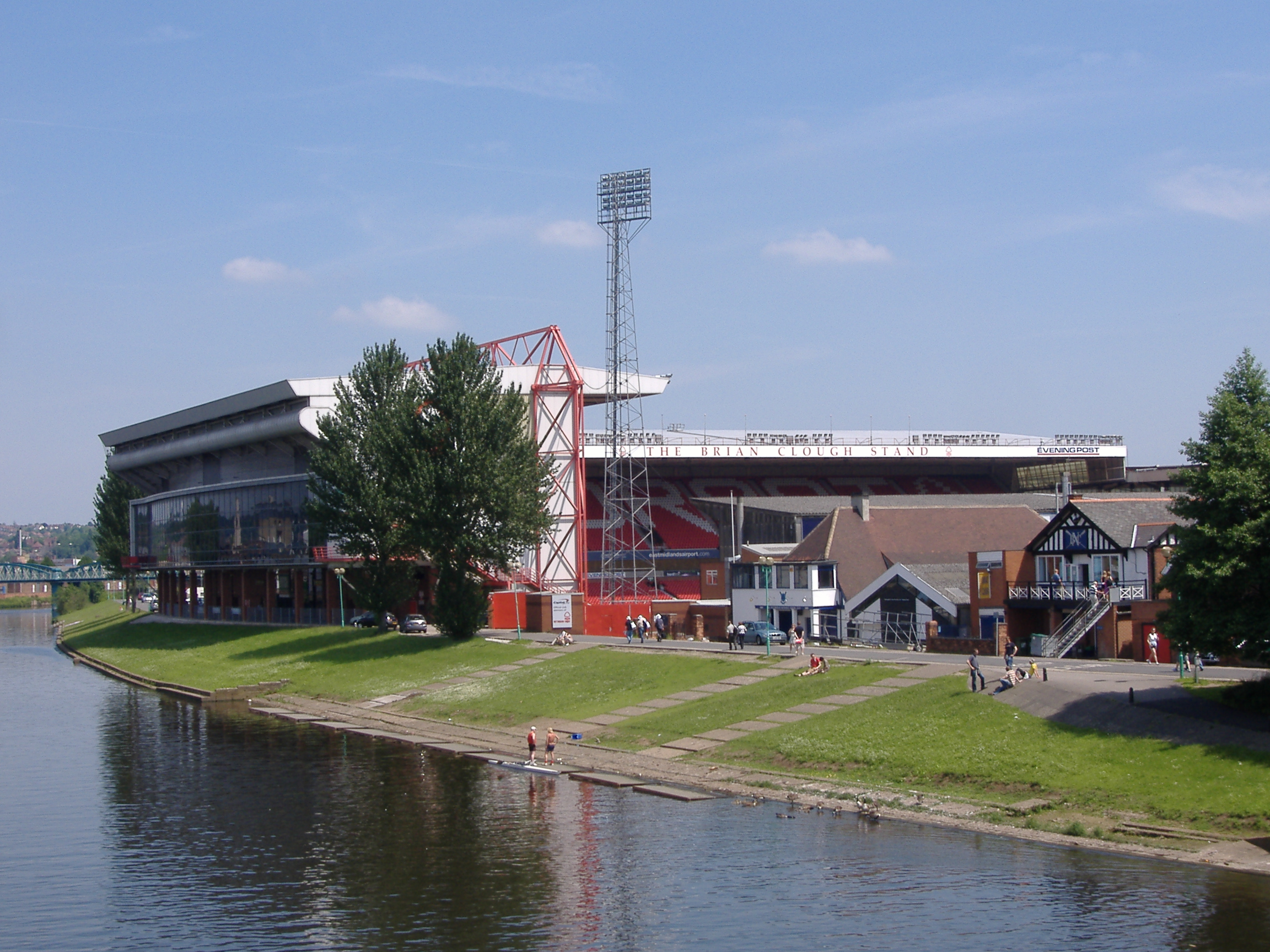
Il City Ground nel 2008.

Il Main Stand venne ricostruito quasi per intero nel 1965, ma il 24 agosto 1968 scoppiò un incendio in quel settore durante il match di First Division contro il Leeds Utd. Il settore venne ridotto in cenere ma fortunatamente, nonostante 31.126 tifosi presenti, non si registrarono morti. L'incendio partì probabilmente negli spogliatoi, costruiti per la maggior parte con legno, poco prima della fine del primo tempo e si diffuse rapidamente a tutto il settore. A causa di questo incendio, il Forest giocò le successive sei gare casalinghe nel vicino stadio, il Meadow Lane; per la cronaca il Forest non vinse nessuna di quelle sei partite. Sfortunatamente la maggior parte dei ricordi e trofei andò persa nell'incendio. Il settore venne poi ricostruito con una capacità di 5.708 posti a sedere.
L'Executive Stand venne costruito nel 1980 per un costo di 2 milioni di sterline, provenienti in gran parte dagli introiti dell'epoca indimenticabile in cui il Forest portò la Coppa dei Campioni a Nottingham, nel 1979 e nel 1980. Durante il regno di Clough, il Forest aveva imperversato sulla scena calcistica nazionale e su quella europea e i soldi incassati grazie ai suoi strabilianti successi vennero investiti in una tribuna che aveva una capacità di 10.000 posti. La tribuna venne ribattezzata Brian Clough Stand dopo il ritiro di quest'ultimo, e venne riaperta dopo una ristrutturazione a metà degli anni 1990. La tribuna incorpora anche 36 palchi riservati e una grossa area per rinfreschi che venne progettata per essere al centro degli allestimenti per l'ospitalità della squadra.
Altri importanti sviluppi si ebbero nel 1992-93 con la ricostruzione della Bridgford Stand. I lavori iniziarono nell'aprile 1992, e al suo completamento la tribuna aveva una capacità di 7.710 posti, di cui i 5.131 della parte inferiore erano destinati alla tifoseria ospite. La forma insolita della copertura era dovuta alla necessità di permettere alla luce solare di raggiungere le abitazioni della vicina Colwick Road. La tribuna offre posto per 70 sedie a rotelle. Ospita inoltre una sala di gestione, che include i sistemi di amplificazione, i controlli per il tabellone elettronico e la sala operativa per la polizia.
Il Trent End è il settore più nuovo di tutto lo stadio; venne infatti ricostruito in occasione di Euro 96. Dopo la ricostruzione il Trent End, chiamato così per la sua posizione vicino al fiume Trent e la sua visibilità, poté ospitare 7.338 persone, portando così la capienza totale dello stadio a 30.576 tifosi. Il campo avrebbe potuto essere ampliato fino a 46.000 posti qualora il Forest fosse tornato in Premier League, circostanza che infine avvenne, ma senza ampliamento.

### Centro di allenamento
Il Nottingham Forest svolge le sue sedute di allenamento presso il proprio centro di allenamento situato a West Bridgford, Nottingham. Il centro, costato un milione e mezzo di sterline, è stato inaugurato nel marzo 2011 ed è stato fortemente voluto per omaggiare l'ex manager Billy Davies.

## Allenatori e presidenti

### Allenatori

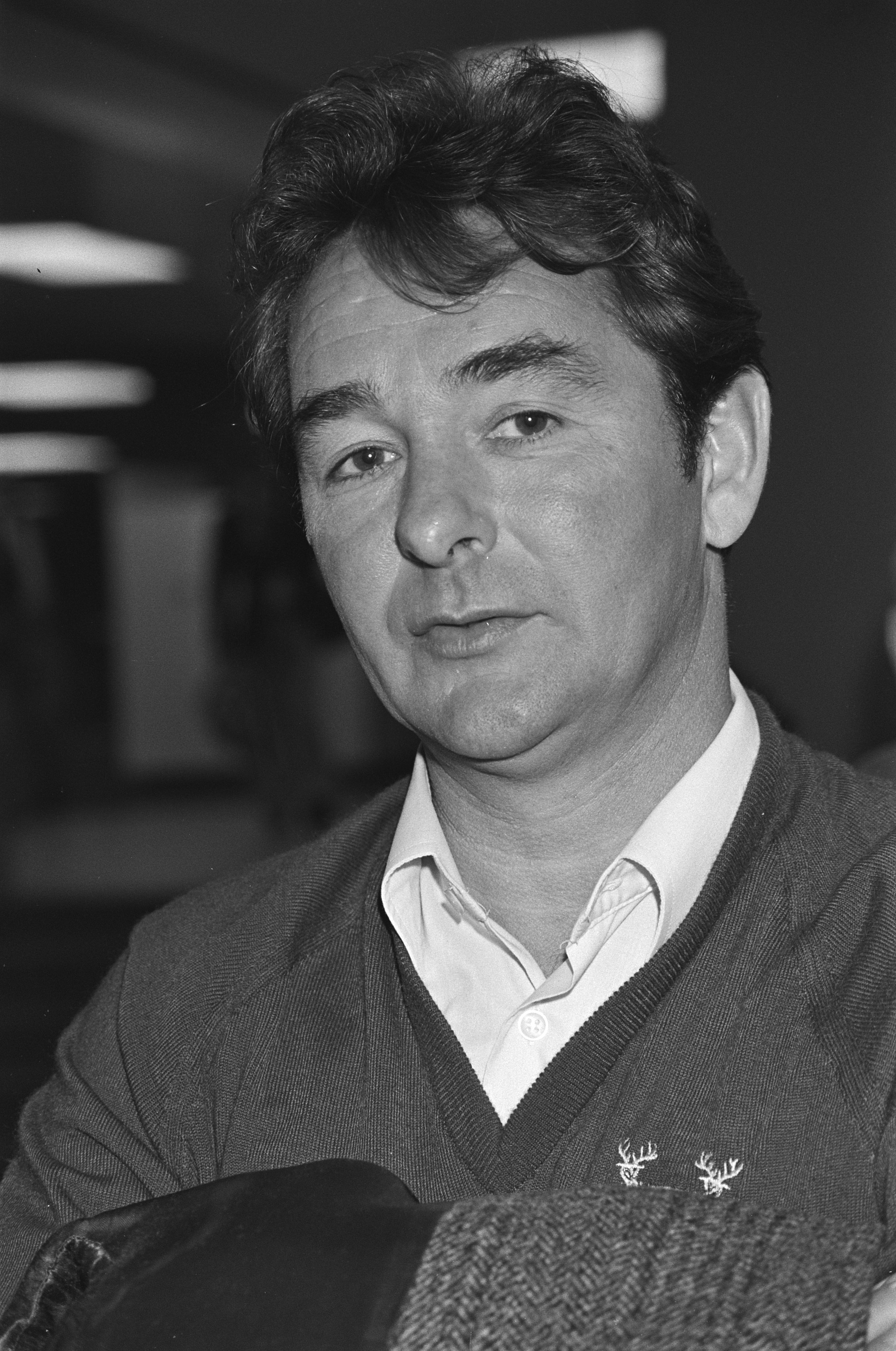
Brian Clough, il manager con più trofei vinti sulla panchina del Forest

- Harry Radford (1889-1897)
- Harry Haslam (1897-1909)
- Fred Earp (1909-1912)
- Bob Masters (1912-1925)
- John Baynes (1925-1929)
- Stan Hardy (1930-1931)
- Noel Watson (1931-1936)
- Harold Wightman (1936-1939)
- Billy Walker (1939-1960)
- Andy Beattie (1960-1963)
- Johnny Carey (1963-1968)
- Matt Gillies (1969-1972)
- Dave Mackay (1972-1973)
- Allan Brown (1973-1975)
- Brian Clough (1975-1993)
- Frank Clark (1993-1996)
- Stuart Pearce (1996-1997)
- Dave Bassett (1997-1999)
- Micky Adams (1999)
- Ron Atkinson (1999)
- David Platt (1999-2001)
- Paul Hart (2001-2004)
- Joe Kinnear (2004)
- Mick Harford (2004-2005)
- Gary Megson (2005-2006)
- Ian McParland
 Frank Barlow (2006)
- Colin Calderwood (2006-2008)
- John Pemberton (2008-2009)
- Billy Davies (2009-2011)
- Steve McClaren (2011)
- Rob Kelly (2011)
- Steve Cotterill (2011-2012)
- Sean O'Driscoll (2012)
- Alex McLeish (2012-2013)
- Billy Davies (2013-2014)
- Stuart Pearce (2014-2015)
- Dougie Freedman (2015-2016)
- Paul Williams (2016)
- Philippe Montanier (2016-2017)
- Gary Brazil (2017)
- Mark Warburton (2017)
- Gary Brazil (2018)
- Aitor Karanka (2018-2019)
- Simon Ireland (2019)
- Martin O'Neill (2019)
- Sabri Lamouchi (2019-2020)
- Chris Hughton (2020-2021)
- Steven Reid (2021)
- Steve Cooper (2021-2023)
- Nuno Espírito Santo (2023-Presente)

### Presidenti
In 150 anni di storia societaria, alla guida del Nottingham Forest si sono avvicendati 29 presidenti.
Il primo presidente dei Reds fu J.S. Scrimshaw, uno dei soci fondatori della squadra. Il periodo più lungo in carica è di H.R. Cobbin, il quale rimase in carica per ben 28 anni, dal 1920 al 1948. Fu invece Stuart Dryden il presidente con il miglior palmarès del Forest, grazie alla vittoria di due Coppe dei Campioni, una Supercoppa UEFA, due Coppe di lega inglese e una Community Shield. Invece sotto la guida di Brian Appleby, il Nottingham Forest vinse il suo unico titolo inglese, vinto nella stagione 1977-78.
L'imprenditore Nigel Doughty fu invece il presidente che salvò il Forest dalla amministrazione controllata nel 1999, acquistando la squadra per 11 milioni di sterline e gestendola fino alla sua prematura scomparsa, avvenuta il 4 febbraio 2012. Fino al maggio 2017 il presidente è stato il kuwaitiano Fawaz Al-Hasawi, eletto presidente il 16 dicembre 2012 dopo il passo indietro del cugino Omar; Fawaz Al-Hasawi ha ceduto il club all'imprenditore greco Evangelos Marinakis.
Sono 37 gli allenatori ad avere avuto a tutt'oggi la conduzione tecnica del Nottingham Forest; 7 di essi hanno ricoperto l'incarico ad interim.
Il primo allenatore del Forest fu Harry Radford, anche se non figurava come allenatore, svolgeva tutti i compiti che un normale allenatore dovrebbe fare. Radford allenò la squadra fino al 1897 per un totale di 176 partite, di cui 69 vinte, 34 pareggiate e 73 perse.
A vantare il mandato tecnico più lungo è tuttora Brian Clough, rimasto alla guida della squadra per ben diciotto stagioni consecutive, più precisamente dal 3 gennaio 1975 all'8 maggio 1993. Sotto la guida di Clough, il Nottingham Forest vinse il suo unico campionato inglese, oltre alle due Coppe dei Campioni, una Supercoppa UEFA, una Charity Shield e quattro Coppe di Lega inglese.
Da menzionare inoltre tecnici come Harry Haslam, primo allenatore a vincere l'FA Cup con i Reds, e Billy Walker, secondo allenatore per partite allenate, ben 650, di cui 272 vittorie, 147 pareggi e 231 sconfitte.

## Calciatori

### Hall of fame
Tra il 1997 e il 1998, in vista dell'uscita del libro The Official History of Nottingham Forest, viene istituita una votazione tra i tifosi per decidere i migliori 11 giocatori che hanno vestito la maglia dei Reds.
| Ruolo | Giocatore        | Anni al Forest   |
| ----- | ---------------- | ---------------- |
| P     | Peter Shilton    | 1977–82          |
| TD    | Viv Anderson     | 1974–84          |
| DCD   | Des Walker       | 1984–92; 2002–04 |
| DCS   | Kenny Burns      | 1977–81          |
| TD    | Stuart Pearce    | 1985–97          |
| CD    | Martin O'Neill   | 1971–81          |
| TC    | Roy Keane        | 1990–93          |
| CS    | Archie Gemmill   | 1977–79          |
| AD    | Ian Storey-Moore | 1962–72          |
| ATT   | Trevor Francis   | 1979–81          |
| AS    | John Robertson   | 1970–83; 1985–86 |

### Greatest 11
Il 3 maggio 2016, in occasione della cena di gala per il 150º anniversario della società, è stata annunciata la Greatest 11 dei Reds.
La classifica è stata stilata in base ai voti espressi da tutti gli abbonati del Nottingham Forest.
| Ruolo | Giocatore        | Anni al Forest   |
| ----- | ---------------- | ---------------- |
| P     | Peter Shilton    | 1977–82          |
| TD    | Viv Anderson     | 1974–84          |
| DCD   | Des Walker       | 1984–92; 2002–04 |
| DCS   | Kenny Burns      | 1977–81          |
| TS    | Stuart Pearce    | 1985–97          |
| CD    | Martin O'Neill   | 1971–81          |
| CC    | Roy Keane        | 1990–93          |
| CC    | John McGovern    | 1974-81          |
| CS    | John Robertson   | 1970-83          |
| AC    | Ian Storey-Moore | 1962–72          |
| AC    | Stan Collymore   | 1993-95          |

### Player of the Season
L'ex capitano del Forest Stuart Pearce ha vinto il premio di Player of the Season per ben tre volte, record che condivide con Des Walker.
Andy Reid, insieme a Kenny Burns, Nigel Clough e Chris Cohen sono invece i calciatori che hanno vinto il premio per due volte durante la carriera. Tra tutti questi calciatori, Andy Reid è quello con la maggiore distanza in anni tra il primo ed il secondo premio vinto, ben dieci anni.

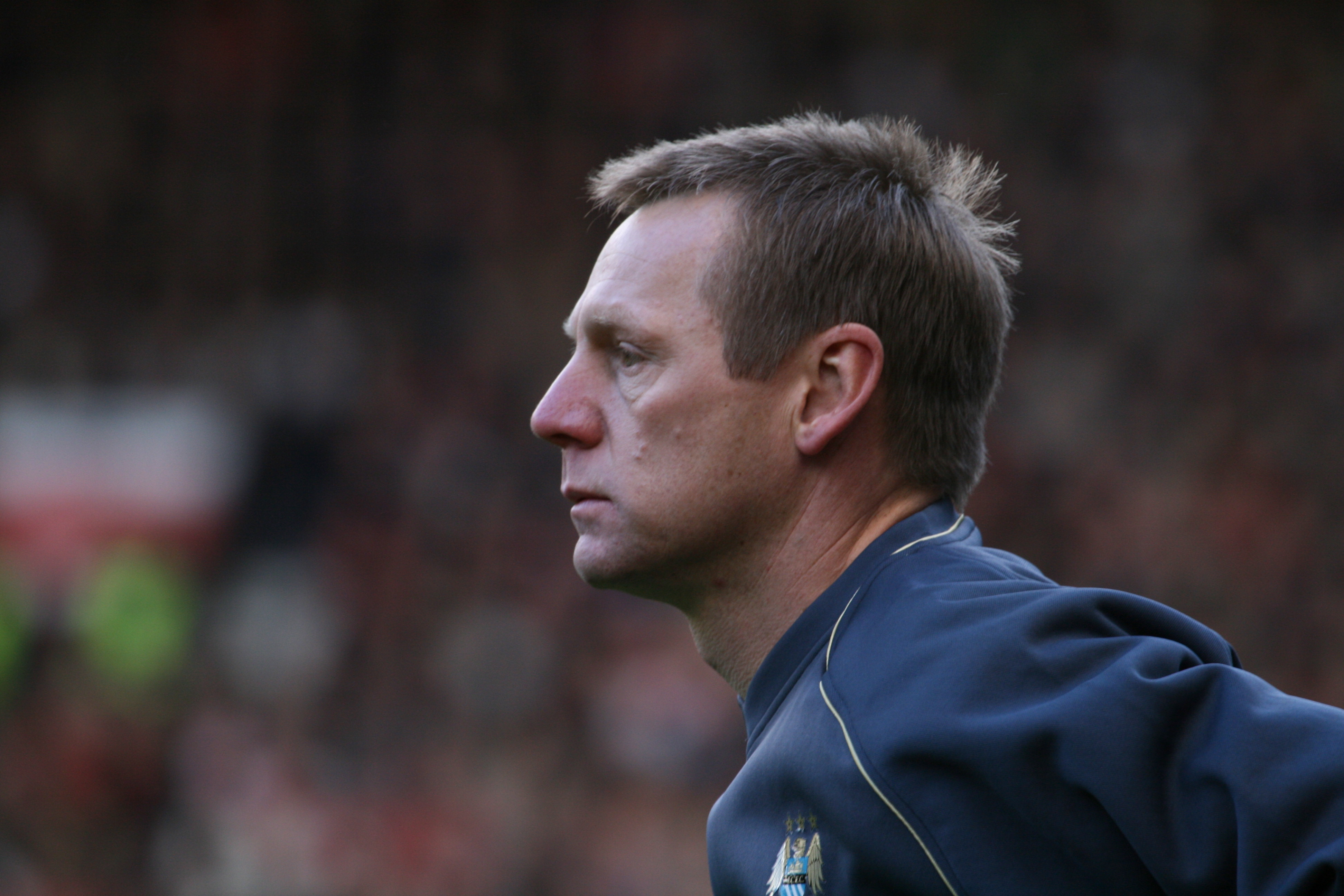
Stuart Pearce, vincitore del premio di Player of the Season per ben tre volte.

| Anno | Vincitore        |
| ---- | ---------------- |
| 1977 | Tony Woodcock    |
| 1978 | Kenny Burns      |
| 1979 | Garry Birtles    |
| 1980 | Larry Lloyd      |
| 1981 | Kenny Burns      |
| 1982 | Peter Shilton    |
| 1983 | Steve Hodge      |
| 1984 | Chris Fairclough |
| 1985 | Jim McInally     |
| 1986 | Nigel Clough     |

| Anno | Vincitore      |
| ---- | -------------- |
| 1987 | Des Walker     |
| 1988 | Nigel Clough   |
| 1989 | Stuart Pearce  |
| 1990 | Des Walker     |
| 1991 | Stuart Pearce  |
| 1992 | Des Walker     |
| 1993 | Steve Sutton   |
| 1994 | David Phillips |
| 1995 | Steve Stone    |
| 1996 | Stuart Pearce  |

| Anno | Vincitore            |
| ---- | -------------------- |
| 1997 | Colin Cooper         |
| 1998 | Pierre van Hooijdonk |
| 1999 | Alan Rogers          |
| 2000 | Dave Beasant         |
| 2001 | Chris Bart-Williams  |
| 2002 | Gareth Williams      |
| 2003 | David Johnson        |
| 2004 | Andy Reid            |
| 2005 | Paul Gerrard         |
| 2006 | Ian Breckin          |

| Anno | Vincitore       |
| ---- | --------------- |
| 2007 | Grant Holt      |
| 2008 | Julian Bennett  |
| 2009 | Chris Cohen     |
| 2010 | Lee Camp        |
| 2011 | Luke Chambers   |
| 2012 | Garath McCleary |
| 2013 | Chris Cohen     |
| 2014 | Andy Reid       |
| 2015 | Michail Antonio |
| 2016 | Dorus de Vries  |

| Anno | Vincitore     |
| ---- | ------------- |
| 2017 | Eric Lichaj   |
| 2018 | Ben Osborn    |
| 2019 | Joe Lolley    |
| 2020 | Matty Cash    |
| 2021 | Joe Worrall   |
| 2022 | Scott McKenna |

### Vincitori di titoli
Campioni d'Africa
- Serge Aurier (Costa d'Avorio 2023)
- Ibrahim Sangaré (Costa d'Avorio 2023)
- Willy Boly (Costa d'Avorio 2023)

Campioni d'America
- Gonzalo Montiel (USA 2024)

## Palmarès

### Competizioni nazionali
- Campionato inglese: 1

1977-1978
- Coppa d'Inghilterra: 2

1897-1898, 1958-1959
- Coppa di Lega inglese: 4

1977-1978, 1978-1979, 1988-1989, 1989-1990
- Charity Shield: 1

1978
- Full Members Cup: 2  (record condiviso con il Chelsea)

1988-1989, 1991-1992
- Campionato inglese di seconda divisione: 3

1906-1907, 1921-1922, 1997-1998
- Third Division South: 1

1950-1951
- Torneo del centenario della Football League: 1

1988
- Football Alliance: 1

1891-1892

### Competizioni internazionali
- Coppa dei Campioni: 2

1978-1979, 1979-1980
- Supercoppa UEFA: 1

1979

### Non-ufficiale
- Coppa anglo-scozzese: 1

1976-1977

### Competizioni giovanili
- Blue Stars/FIFA Youth Cup: 1

1989

## Statistiche e record
Statistiche aggiornate al 16 settembre 2021, riferito a tutte le competizioni.

### Statistiche individuali
| Maggior numero di presenze - 692 Robert McKinlay - 564 Ian Bowyer - 526 Steve Chettle - 522 Stuart Pearce | Maggior numero di gol - 217 Arthur Grenville Morris - 131 Nigel Clough - 124 Wally Ardron - 122 John George Dent |

- Record di affluenza:

49.946 spettatori nella partita contro il Manchester United di Division One, 28 ottobre 1967
- Affluenza minima:

2.013 spettatori nella partita contro il Brentford valida per il Johnstone's Paint Trophy, 31 ottobre 2006
- Record di incasso:

499.099 sterline nella partita contro il Bayern Monaco valida per i quarti di finale della Coppa UEFA, 19 marzo 1996
- Maggior striscia di vittorie consecutive:

7 vittorie, dal 9 maggio 1922 al 1º settembre 1922
- Maggior striscia di sconfitte consecutive:

14 sconfitte, dal 21 marzo 1913 al 27 settembre 1913
- Maggior serie di partite senza sconfitte:

42 partite, dal 26 novembre 1977 al 25 novembre 1978
- Maggior serie di partite senza una vittoria:

17 partite, dal 25 ottobre 2003 al 28 febbraio 2004
- Gol più veloce:

23 secondi, Paul Smith nella partita contro il Leicester City valida per la Carling Cup, 18 settembre 2007.
- Prima partita nella Football League:

3 settembre 1892, partita giocata contro l'Everton (fuori casa), finita in parità con il punteggio di 2-2
- La migliore vittoria (in tutte le competizioni):

14-0, contro il Clapton (fuori casa), primo turno della FA Cup, 17 gennaio 1891
- La peggior sconfitta (in tutte le competizioni):

1-9, contro il Blackburn Rovers, Division Two, 10 aprile 1937
- Maggior numero di punti conquistati in una stagione:

94 punti, nella stagione 1977-78 di Division One
- Maggior numero di gol segnati in una stagione:

101, nella stagione 1950-51 di Division Three
- Miglior realizzatore in una stagione:

Wally Ardron con 36 reti segnate, stagione 1950-51 di Division Three
- Maggior numero di presenze per una nazionale:

Peter Shilton, 125 presenze con la maglia dell'Inghilterra
- Giocatore convocato più volte in nazionale:

Stuart Pearce, 78 convocazione per la nazionale inglese
- Più giovane esordiente:

Craig Westcarr, 16 anni nella gara contro il Burnley, 13 ottobre 2001
- Maggior cifra pagata per un calciatore:

3.500.000 sterline per Pierre van Hooijdonk, acquistato dal Celtic nel marzo 1997.
- Maggior cifra ricevuta per un calciatore:

8.500.000 sterline per Stan Collymore, venduto al Liverpool nel giugno 1995

### Statistiche di squadra

#### Partecipazioni ai campionati
| Livello | Categoria         | Partecipazioni | Debutto   | Ultima stagione | Totale |
| ------- | ----------------- | -------------- | --------- | --------------- | ------ |
| 1°      | Football Alliance | 3              | 1889-1890 | 1891-1892       | 62     |
| 1°      | First Division    | 51             | 1892-1893 | 1991-1992       | 62     |
| 1°      | Premier League    | 8              | 1992-1993 | 2024-2025       | 62     |
| 2°      | Second Division   | 36             | 1906-1907 | 1976-1977       | 58     |
| 2°      | First Division    | 7              | 1993-1994 | 2003-2004       | 58     |
| 2°      | Championship      | 15             | 2004-2005 | 2021-2022       | 58     |
| 3°      | Third Division    | 2              | 1949-1950 | 1950-1951       | 5      |
| 3°      | League One        | 3              | 2005-2006 | 2007-2008       | 5      |

#### Partecipazioni alle competizioni internazionali
| Competizione            | Trofeo | Debutto   | Ultima stagione | Miglior risultato | Partecipazioni | G  | V  | N | P | RF | RS |
| ----------------------- | ------ | --------- | --------------- | ----------------- | -------------- | -- | -- | - | - | -- | -- |
| Coppa dei Campioni      |        | 1978-1979 | 1980-1981       | Vincitore         | 3              | 20 | 12 | 4 | 4 | 32 | 14 |
| Coppa UEFA              |        | 1983-1984 | 1995-1996       | Semifinale        | 3              | 20 | 10 | 5 | 5 | 19 | 15 |
| Supercoppa UEFA         |        | 1979      | 1980            | Vincitore         | 2              | 4  | 2  | 1 | 1 | 4  | 4  |
| Coppa Intercontinentale |        | 1980      | 1980            | Finale            | 1              | 1  | 0  | 0 | 1 | 0  | 2  |
| Coppa delle Fiere       |        | 1961-1962 | 1967-1968       | Secondo Turno     | 2              | 6  | 3  | 0 | 3 | 8  | 9  |

## Tifoseria

### Storia
Il Nottingham Forest, nonostante gli ultimi anni passati nella seconda serie inglese, ha un numeroso seguito, con una media di spettatori per stagione sempre superiore alle 20.000 unità. Il picco di tifosi venne toccato nel 1968, con ben 32.715 spettatori di media.
Tra i sostenitori del Forest, ci sono diverse celebrità quali il giocatore di cricket inglese Stuart Broad il boxer Carl Froch, i golfisti Lee Westwood e Oliver Wilson, i calciatori Alex Baptiste Tom Cairney, Shaun Barker e Patrick Bamford, l'attore della serie TV Doctor Who Matt Smith, i politici Kenneth Clarke, Dan Jarvis e Michael Dugher, il cantante dei Manic Street Preachers James Dean Bradfield, gli attori Jason Statham,, Joe Dempsie, Arsher Ali, e Su Pollard, l'allenatore di calcio brasiliano Luiz Felipe Scolari, l'artista e musicista David Shrigley, il comico Matt Forde, il presentatore televisivo e radiofonico Richard Bacon, e il chitarrista dei The Pogues Phil Chevron,.

### Gemellaggi e rivalità
Nonostante il Notts County sia la squadra geograficamente più vicina, il Forest è sempre rimasto almeno una categoria più in alto rispetto al County dalla stagione 1994-95, la rivalità più accesa è infatti quella con il Derby County, città che dista più di 20 chilometri da Nottingham. I due club si affrontano nell'East Midlands derby, un appuntamento che ha assunto ancora maggiore significato con la nascita del Brian Clough Trophy nel 2007. Un'altra rivalità molto sentita è quella contro il Leicester City, anch'essa dovuta alla relativa vicinanza tra le due città.
Un altro rivale del Forest è lo Sheffield Utd, squadra della vicina contea del South Yorkshire. Questa rivalità affonda le proprie origini allo sciopero dei minatori britannici dell'84-85 quanto i minatori dello South Yorkshire proclamarono lo sciopero, al contrario dei minatori del Nottinghamshire i quali continuarono a lavorare, chiedendo allo stesso una votazione sulla questione. La rivalità crebbe ancora di più quando le due squadre si incontrarono nella gara di play-off della stagione 2002-03, semifinale vinta dallo Sheffield United per 5-4 dopo un'eccitante gara di ritorno vinta per 4-3 dai padroni di casa, dopo i tempi supplementari.
Ai tempi d'oro del Nottingham Forest, sul finire degli anni settanta e all'inizio degli ottanta, un'accesa rivalità nacque nei confronti del Liverpool. Dalle sfide in Coppa Campioni con il Liverpool, nacque il canto dei tifosi del Forest Are You Watching, Are You Watching, Are You Watching Liverpool! Questo venne inizialmente cantato quando il Nottingham riuscì a eliminare gli acerrimi rivali che ebbero per lo più la colpa di aver preso la maglietta (rossa) e il relativo soprannome The Reds dal Forest.
Fu proprio durante una partita di FA Cup contro il Liverpool, a Sheffield il 15 aprile 1989, che si verificò la spaventosa strage di Hillsborough in cui persero la vita 96 tifosi della squadra della Merseyside.
Altre rivalità meno sentite ma pure sempre attive sono quelle con il Leeds Utd, il Manchester Utd e il Burnley.

## Organico

### Rosa 2025-2026
Rosa e numerazione sono aggiornati al 20 agosto 2025.
| N. |                           | Ruolo | Calciatore            |
| -- | ------------------------- | ----- | --------------------- |
| 3  | Galles (bandiera)         | D     | Neco Williams         |
| 4  | Brasile (bandiera)        | D     | Morato                |
| 5  | Brasile (bandiera)        | D     | Murillo               |
| 6  | Costa d'Avorio (bandiera) | C     | Ibrahim Sangaré       |
| 7  | Inghilterra (bandiera)    | A     | Callum Hudson-Odoi    |
| 8  | Scozia (bandiera)         | C     | Elliot Anderson       |
| 9  | Nigeria (bandiera)        | A     | Taiwo Awoniyi         |
| 10 | Inghilterra (bandiera)    | C     | Morgan Gibbs-White    |
| 11 | Nuova Zelanda (bandiera)  | A     | Chris Wood            |
| 14 | Svizzera (bandiera)       | A     | Dan Ndoye             |
| 15 | Francia (bandiera)        | A     | Arnaud Kalimuendo     |
| 16 | Argentina (bandiera)      | C     | Nicolás Domínguez     |
| 17 | Germania (bandiera)       | A     | Eric da Silva Moreira |
| 18 | Scozia (bandiera)         | P     | Angus Gunn            |

| N. |                           | Ruolo | Calciatore            |
| -- | ------------------------- | ----- | --------------------- |
| 19 | Brasile (bandiera)        | A     | Igor Jesus            |
| 20 | Portogallo (bandiera)     | A     | Jota Silva            |
| 21 | Inghilterra (bandiera)    | C     | Omari Hutchinson      |
| 22 | Inghilterra (bandiera)    | C     | Ryan Yates (capitano) |
| 23 | Brasile (bandiera)        | D     | Jair Cunha            |
| 24 | Inghilterra (bandiera)    | C     | James McAtee          |
| 25 | Nigeria (bandiera)        | A     | Emmanuel Dennis       |
| 26 | Belgio (bandiera)         | P     | Matz Sels             |
| 27 | Inghilterra (bandiera)    | D     | Omar Richards         |
| 28 | Brasile (bandiera)        | C     | Danilo                |
| 30 | Costa d'Avorio (bandiera) | D     | Willy Boly            |
| 31 | Serbia (bandiera)         | D     | Nikola Milenković     |
| 34 | Nigeria (bandiera)        | D     | Ola Aina              |
| 36 | Angola (bandiera)         | D     | David Carmo           |
| 38 | Inghilterra (bandiera)    | A     | Josh Bowler           |
| 44 | Inghilterra (bandiera)    | D     | Zach Abbott           |

### Staff tecnico
Staff aggiornato al 20 dicembre 2023.
- Nuno Espírito Santo - Allenatore
- Andy Reid - Vice allenatore
- Steven Reid - Collaboratore tecnico
- Jamie Robinson - Collaboratore tecnico
- Danny Alcock - Allenatore dei portieri
- Steve Rands - Analista video